# Norm Evans
Norman Evans (Santa Fe, 28 settembre 1942) è un ex giocatore di football americano statunitense, che ha giocato nel ruolo di offensive tackle per la maggior parte della carriera nei Miami Dolphins nella American Football League (AFL) e nella National Football League (NFL). Al college ha giocato a football alla Texas Christian University.

## Carriera professionistica
Evans iniziò la carriera professionistica nel football nel 1965 con gli Houston Oilers della American Football League. Dopo una stagione passò ai Miami Dolphins sempre della AFL, con cui rimase 10 stagioni, tutte giocate come titolare. Nel 1970, in seguito alla fusione tra AFL e NFL, i Dolphins si spostarono nella nuova lega. Evans e i Dolphins conquistarono il Super Bowl in due stagioni consecutive, nel 1972 e 1973, concludendo l'annata 1972 da imbattuti, primo e unico caso nella storia della NFL. Quando Evans lasciò i Dolphins, nel 1976, egli deteneva con 138 partite il primato di gare disputate con la franchigia della Florida. I Seattle Seahawks, neonata franchigia al debutto nella lega, lo selezionarono nell'expansion draft del 1976. Evans disputò le ultime tre stagioni della carriera a Seattle, prendendo parte a 36 partite, di cui 25 come titolare.

## Vittorie e premi
- Super Bowl : 2 Vincitore del Super Bowl (XII, VIII)
- (2) Pro Bowl

## Statistiche
| Partite totali             | 188 |
| Partite totali da titolare | 160 |
| Fumble recuperati          | 2   |